# Naga (mytologi)

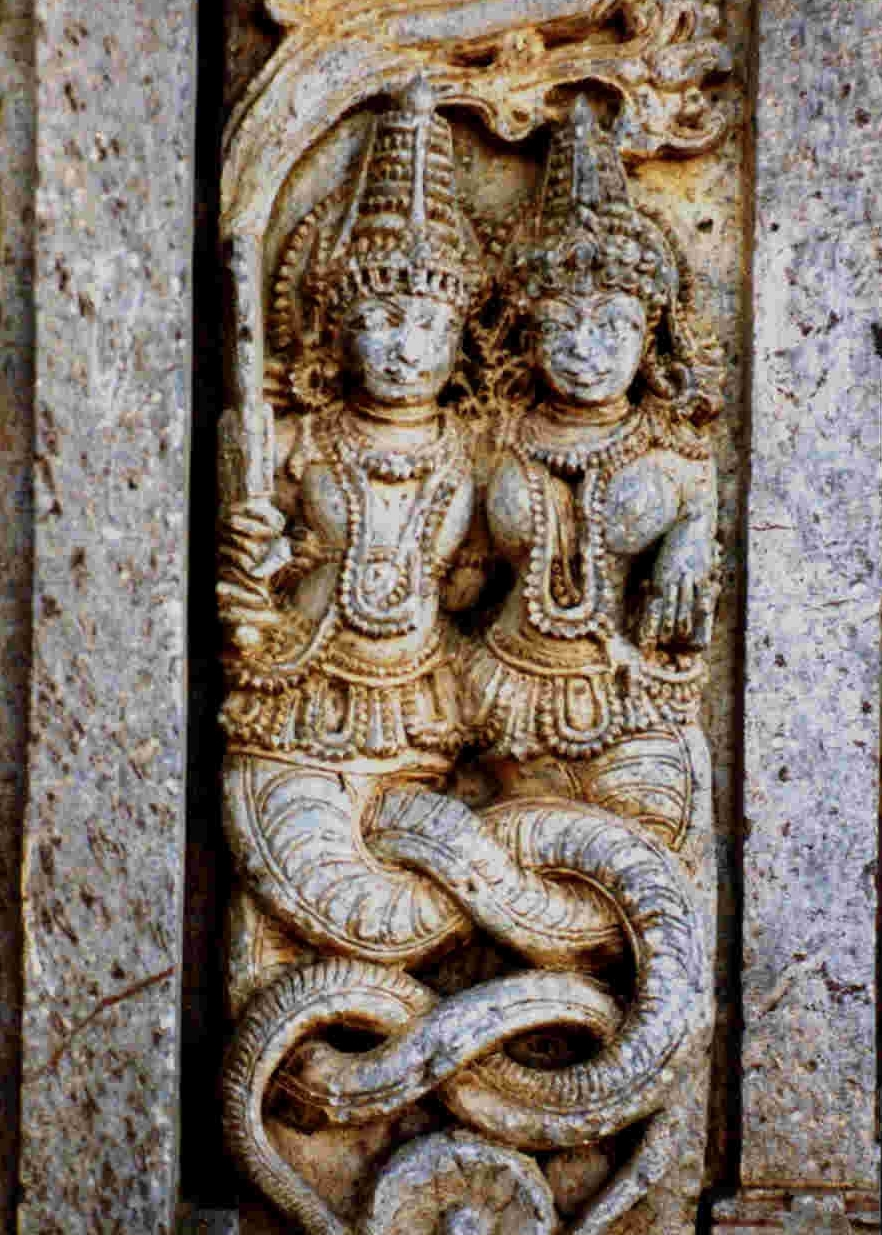
Naga

Naga (från sanskrit नाग nāga "orm"), är sedan äldsta tider inom den indiska folktron eller vissa lager därav ett slags övernaturliga väsen, som tänks ha ormform med människoansikte. 
De bor i en under jorden liggande värld, med den präktiga ormstaden Bhogavati, men uppträder även ofta på själva jordytan, särskilt i vatten. Såsom därmed förbundna är de för indierna i stor utsträckning välgörande väsen, varför åt dem hembäres offer i anslutning till trolldomsakter för framkallande av regn. Åtminstone inom vissa folklager av den indiska befolkningen representerar den en utbredd ktonisk ormkult. En mängd sagor och legender om människors och ormars förhållande till varandra divergerar och finner sin förklaring i deras ursprungliga karaktär av själsväsen. Enligt myten är sagofågeln Garuda deras ärkefiende, som, närhelst han har möjligheten, förtär dem.